# Токай-Хедьялья

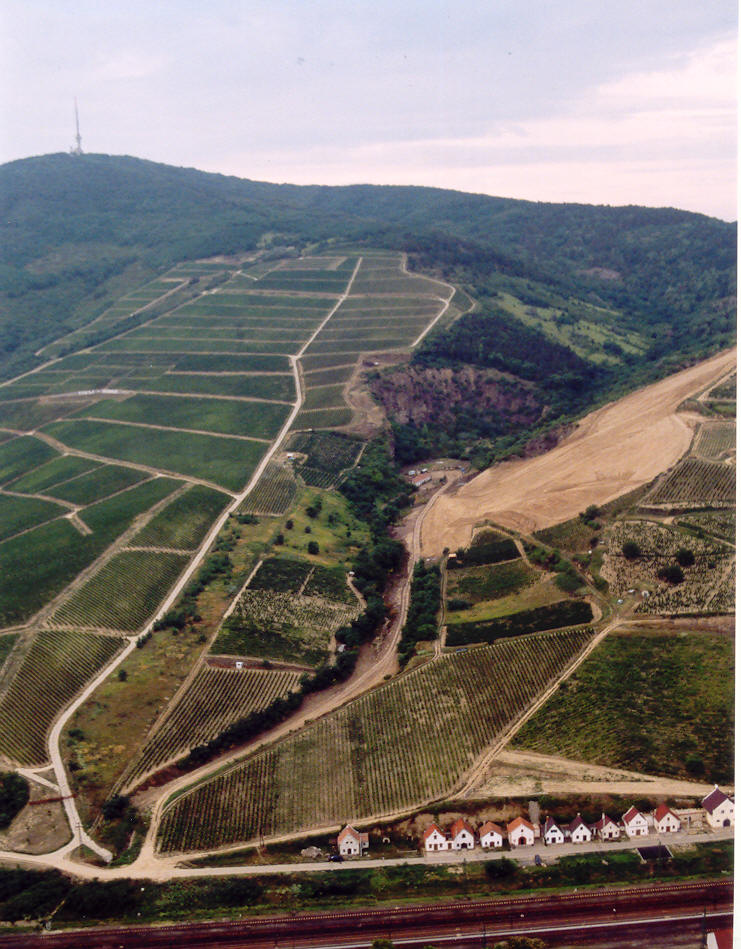
Токайские виноградники

Токай — Хедьялья (Tokaj — Hegyalja), чаще просто Токай (Tokaj) — винодельческий регион, где производят сухие, полусладкие, сладкие и десертные вина из белых сортов винограда. Основная часть региона расположена на территории Венгрии; менее именитая его часть — на юге Земплина в Словакии (это 7 деревень в Требишовском районе). В 2002 году виноградники на территории этих двух стран были признаны ЮНЕСКО памятником Всемирного наследия.
Исторически под токайскими винами понимались сладкие вина позднего урожая с интенсивным вкусом и ароматом, которые придаёт ягодам «благородная гниль» (грибки рода ботритис). Поражённые грибком ягоды именуются по-венгерски ассу (aszú, то есть «увядшие»). Сейчас такие вина составляют менее пятой части всех вин, выпускаемых в регионе. По прогнозам, к 2020 году «ботритизированные» вина должны были составлять 13—18% всех токайских вин. 
Виноградники Токая расположены между реками Тиса и Бодрог на узкой полосе — 87 км в длину, 3-4 км в ширину. Из 11,1 тыс. га площадей, одобренных для виноградарства, в современных условиях возделывается только 5,9 тыс. га. Вина получили название по имени самого крупного города региона — Токая. Сами жители области, где расположены виноградники, предпочитают называть её Хедьялья, что по-венгерски означает «предгорье» (причём под горами понимаются Земплинске-Врхи и Земплинские горы — восточные отроги Карпат). 

## Терруар

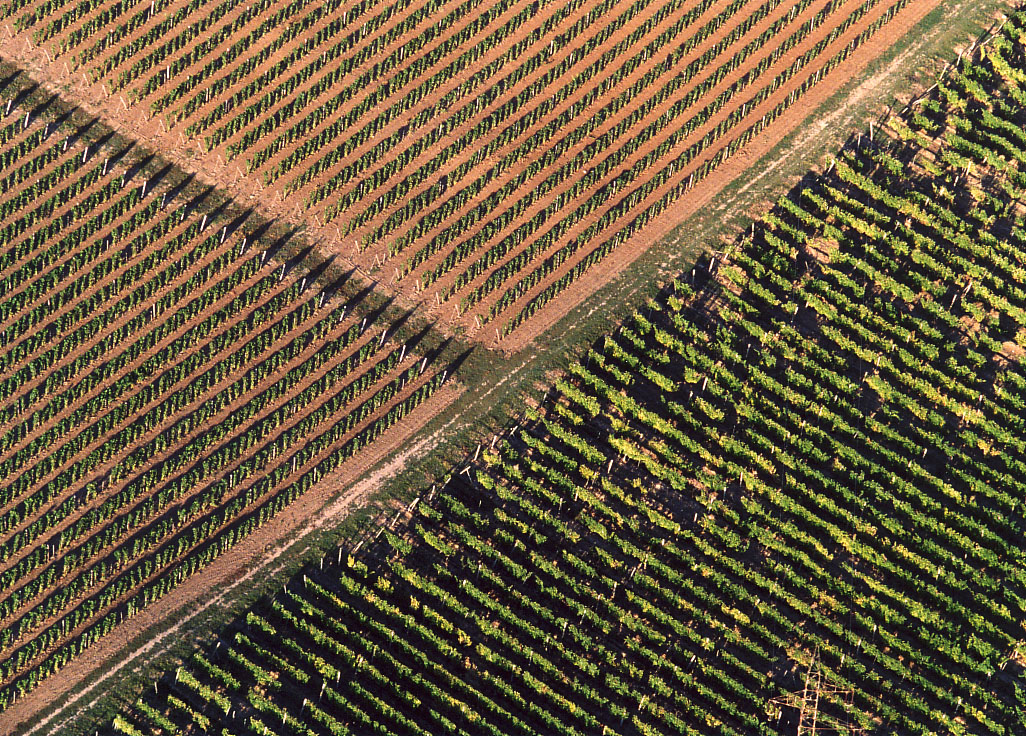
Виноградники с высоты птичьего полёта

Своеобразие токайских вин обеспечивает целый комплекс условий: почва и климат (в совокупности образующие терруар), автохтонные сорта винограда, методы производства и хранения вин. Лучшие виноградники Токая находятся на склонах высотой от 100 до 400 м над уровнем моря, на укрытых от холодных северных ветров вулканических почвах, смешанных с лёссом и песком. В этих местах неустойчивая весна, жаркое лето, тёплая сухая осень, благоприятная для образования «благородной плесени».
Виноград поздних сортов остаётся на лозе длинной тёплой и туманной осенью для развития благородной плесени в условиях идеальной влажности, поддерживаемых протекающими по Токаю реками Тиса и Бодрог. Под воздействием благородной плесени токайский виноград усыхает (завяленные плоды называются ассу) и становится более сладким, заизюмливается. В результате виноград превращается в сырье для создания различных сортов сладких вин. 
Винные погреба Токая, построенные 500—700 лет назад, обладают подходящей для вина влажностью воздуха и постоянной температурой в 10-12 °C. Сам городок Токай в народе называют многоэтажным, но его «этажи» уходят не вверх, а под землю, вниз. Длина токайских подвалов составляет 40 км. Вино выдерживается в бочонках малого объёма (136 литров), именуемых «генци». Бочки большего объёма не используются из-за узости отверстий исторических погребов. Стены погребов покрыты плесневым грибком Cladosporium cellare — мягкой тёмно-серой плесенью, в которой, если потрогать, утопают руки. Грибок питается алкоголем, испаряющимся из винных бочек. Эта подвальная плесень создаёт в погребах специальный микроклимат.

## История виноделия в Токае

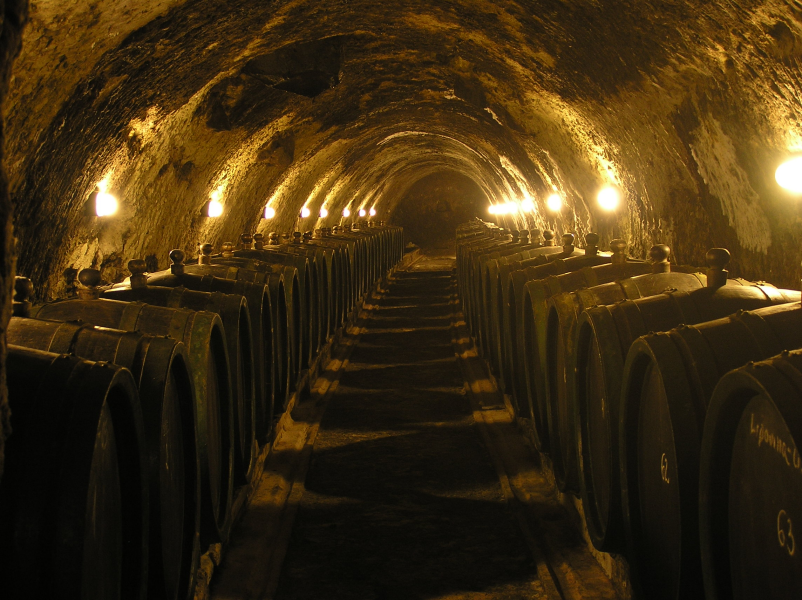
Токайский винный погреб (Венгрия)

В Средние века северо-восток Венгрии специализировался на производстве красного вина. Предположительно традиции выращивания и  переработки белого винограда сюда занесли виноделы из Срема, считавшиеся лучшими на землях короны Святого Стефана. Они бежали в сторону Токая после того, как Срем захватили турки. Вероятно, как и повсюду в Европе, белый и чёрный виноград поначалу выращивались и обрабатывались вперемешку (см. полевая смесь).
Массивная система выдолбленных в скалах погребов для выдержки вин была в своей основе создана в XV—XVI веках. Изобретение технологии производства лучших токайских вин с помощью благородной плесени приписывается капеллану княжеского семейства Ракоци. О винах из загнившего винограда впервые упоминается в 1590 году, что ставит под сомнение расхожее утверждение, будто такое вино впервые было произведено в середине XVII века усадьбой супруги Дьёрдя Ракоци. Поэт Иштван Чуйяк из Мишкольца (венг. Miskolczi Csulyak István; 1575—1646) воспел в своём шуточном гимне «Jocoserium» токайские вина из Тарцаля и Мезеша. 

Исторически первым экспортным рынком для токайских вин была Речь Посполитая, где бочка вина марки Węgrzyn стоила солидную сумму в 100 злотых. В Россию венгерские вина попали из Польши, когда в 1606 году воевода Мнишек привёз в Москву на свадьбу своей дочери Марины с Лжедмитрием тридцать бочек вина. В Московском государстве оно многим пришлось по вкусу, и пить венгерские вина стало обычаем среди придворных и вельмож. Пётр I, желая наладить производство сходных вин, даже распорядился высадить в Астраханской губернии саженцы токайского винограда сорта гоэр. 

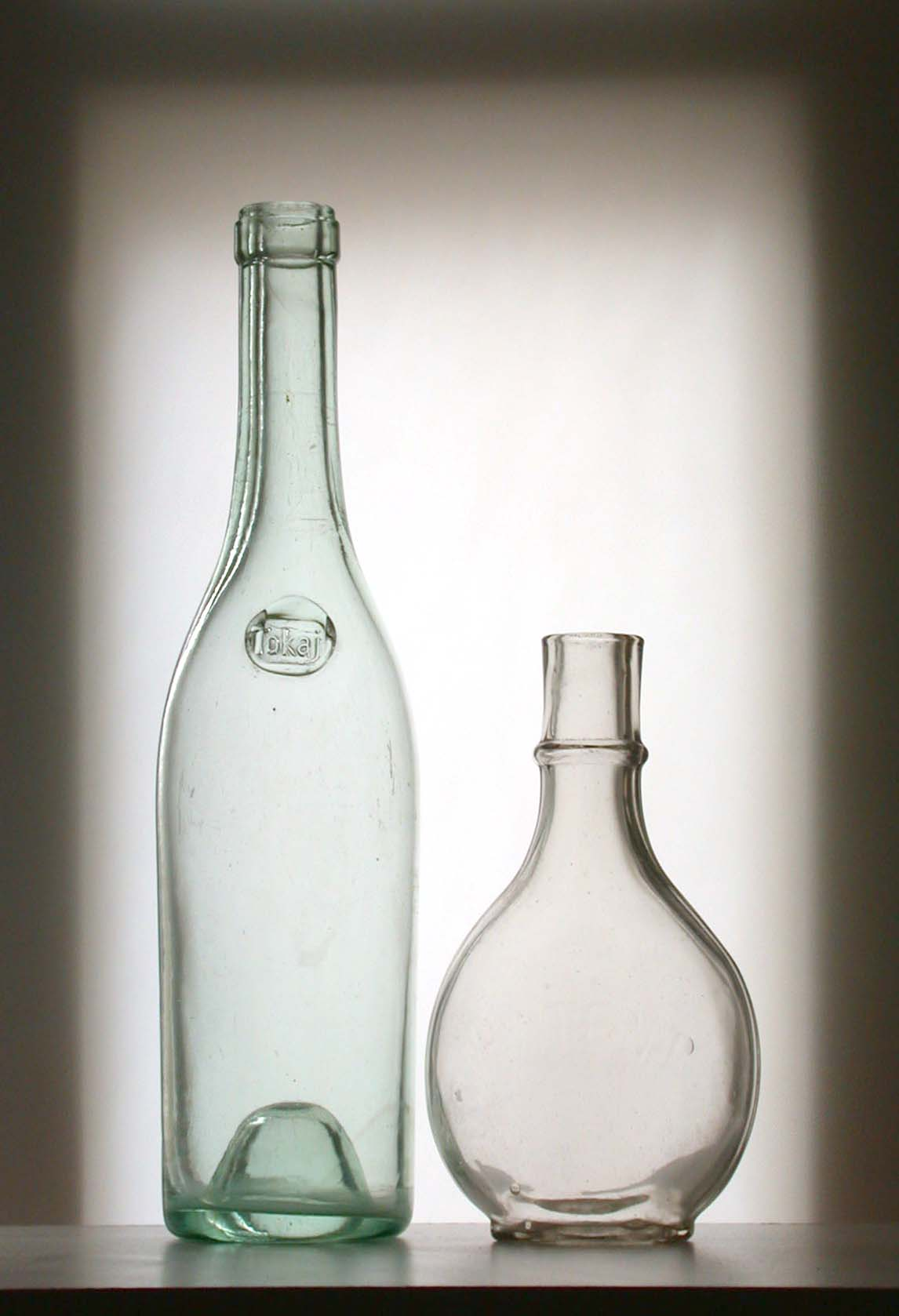
Старинные бутылки из-под токайского

В документах 1670-х годов уже упоминается о разделении виноградников по классам: чем выше вероятность образования «благородной гнили» — тем выше уровень. В 1703 году князь Ференц II Ракоци отправил партию вина Людовику XIV, и оно полюбилось при версальском дворе. Однако наибольшие партии в XVIII веке отгружались всё же к петербургскому двору.  Определение границ винодельческого региона началось в 1730 году и было закончено семь лет спустя, что позволяет Токаю претендовать на право считаться первым в мире аппеллясьоном (хотя границы винодельческой зоны Кьянти были утверждены ещё раньше — в 1716 году). 
В XVIII веке русские цари держали в городе Токае отряд казаков, которые ведали поставками венгерского вина в Петербург. В 1745 году при российском дворе была образована особая комиссия по закупке токайских вин, которая приобретала вина, пользовавшиеся самой высокой репутацией. Делать это было всё сложнее, так как со второй половины XVIII века императрица Мария Терезия серьёзно ограничила экспорт венгерских вин, что привело к распространению за границами её державы подделок посредственного качества.
В первой половине XIX века для экспорта в Польшу стали производиться более дешёвые «самородные» вина, не предполагавшие ручного отбора ягод с признаками «благородной гнили». К тому же обострилась международная конкуренция: аналоги токайских ассу (ввиду регулярных перебоев с их поставками) к этому времени стали выпускаться из ботритизированного винограда в Сотерне (Франция) и Рейнгау (Германия). Многие потребители стали делать выбор в пользу западных вин, считая, что при их производстве строже следят за качеством. К югу от Карпат, в Румынии, по токайской технологии начали производиться вина Котнари. 
Современная зона производства токайских вин была утверждена в 1908 году властями Австро-Венгрии. После прихода к власти коммунистов (1949) многие традиции производства Токая были нарушены. Кроме того, на популярности десертных вин Токая негативно сказался рост потребления сухого вина во всём мире (вследствие чего сладкие вина из продукта массового спроса перешли в нишу дамского лакомства). Только в 1990-х годах старинные методы производства токайских вин начали возрождаться, в том числе под государственным контролем. Тем не менее всё большую долю производимых в регионе вин составляет сухое и полусладкое вино, выработанное по стандартной международной технологии.

## Особенности токайских вин

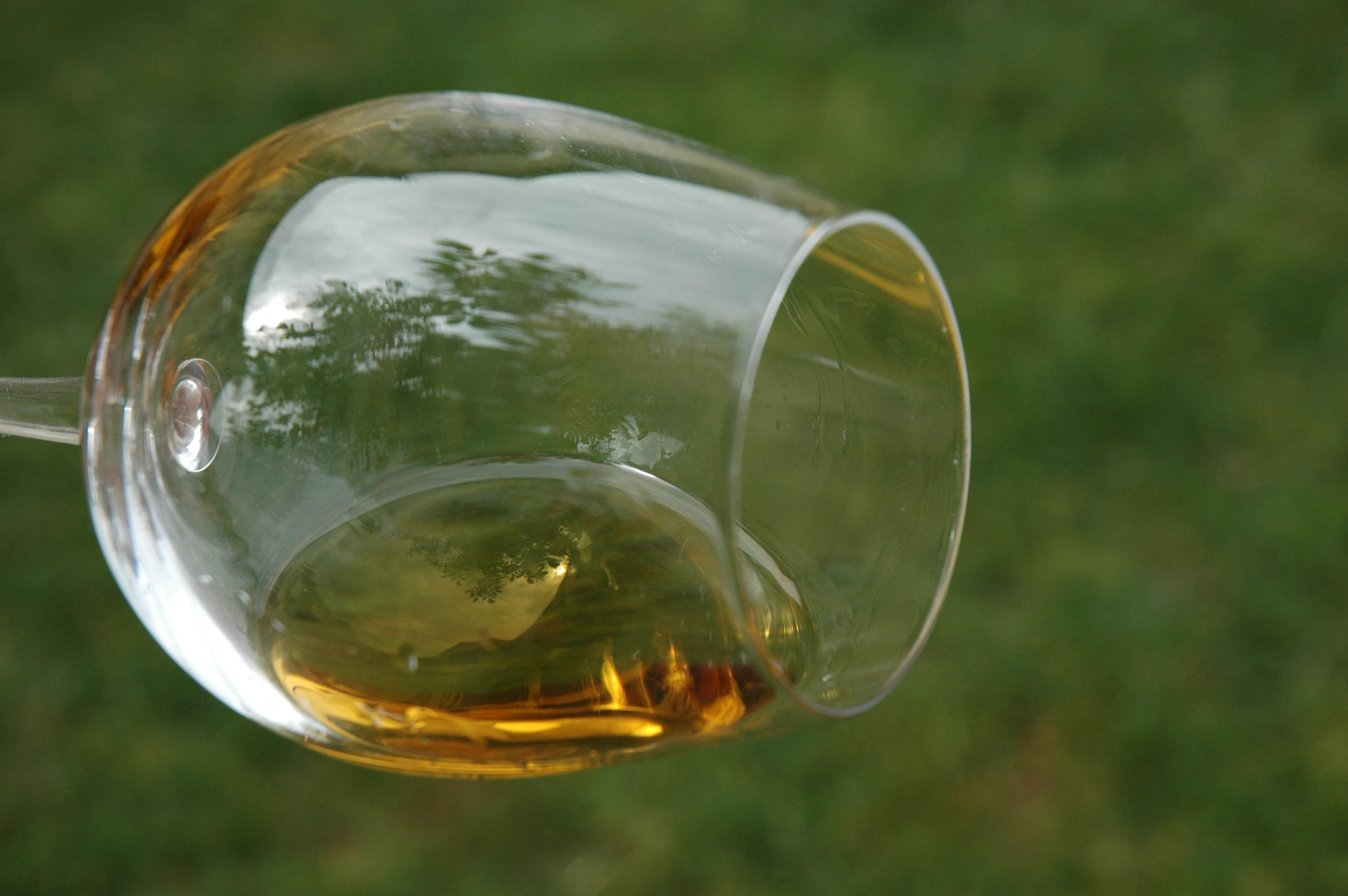
Цвет ассу повышенной сладости

Токайские вина позднего сбора обладают привлекательным золотистым цветом, полнотой, мягкостью и сильным характерным букетом с тонами хлебной корочки и мёда.  Подобно хересу, токайское вино традиционно выдерживалось в частично заполненных бочках с дрожжевой плёнкой сверху, однако эта практика постепенно уходит в прошлое.
Поражение винограда плесенью Botrytis cinerea приводит к относительному повышению сахара в результате концентрации сока. В заизюмившихся ягодах сахаристость может увеличиться вдвое. В винах из такого винограда выше содержание глицерина, чем и объясняется мягкость их вкуса.
Для производства токайских вин используются только четыре сорта винограда — фурминт, харшлевелю (липовина), жёлтый мускат и зета. Сбор винограда поздний (конец октября — начало ноября).

## Словацкий Токай
Претензии Словакии на производство токайских вин исторически обоснованы. В 1908 году, когда была официально утверждена зона производства токайских вин, Венгрия и Словакия входили в Австро-Венгрию; после раздела империи к Словакии отошла часть токайских виноградников — 7 деревень в Требишовском районе на юге Земплина. В середине XX века венгры предпочитали скупать виноматериалы, производимые на словацкой части токайских виноградников, после чего реализовывали их под наименованием венгерского токая.
В 1989 году словацкие виноделы выпустили на рынок словацкий токай (Tokajske vino), что вызвало долговременную тяжбу между двумя странами, которая до сих пор не закончена. Несколько типов словацких токайских вин, выпускаемых в настоящее время, весьма высокого качества, но гораздо более дёшевы.

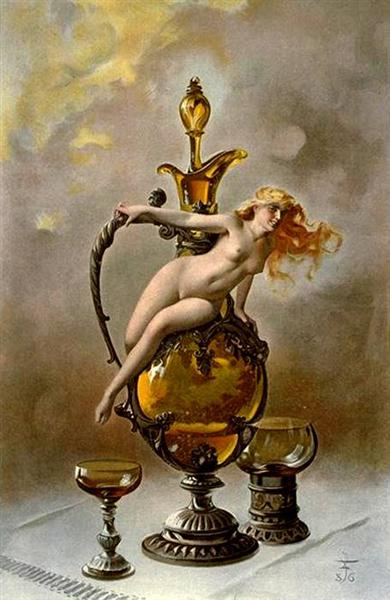
Реклама токайского вина (Луис Фалеро, 1887)

## Защита торговой марки
Венгерские виноделы борются за исключительное право на торговую марку «Токай». Сложная тяжба со Словакией — не единственный прецедент такого рода. В начале XXI века вина с названием «Токай» по традиции, идущей с XIX века, выпускались в Крыму (креплёные вина комбината «Массандра»), в Австралии (креплёные вина на базе сорта мюскадель), в итальянско-словенском пограничье (вина на базе сорта фриулано, именуемого также tocai) и т. д.
В 2007 году Венгрии удалось добиться от Европейского суда запрета на именование фриулано и производимых из него вин словом tocai, а через год — переименования эльзасского винограда токай пино гри в пино гри д’эльзас. Словенские виноделы стали писать название Tokaj наоборот и выпускать вина под маркой Jakot. Вина из фриулано продолжают выпускаться под названием Tocai только в Южной Америке.
Австралийские креплёные вина по истечении переходного периода в 2020 году сменили название c Tokay на Topaque.